# Karamchand Gandhi
Karamchand Gandhi zwany Kabą (ur. 1822, zm. 16 listopada 1885) – indyjski polityk, ojciec Mahatmy Gandhiego.
Należał do społeczności tzw. modhów (drobnych kupców). Był jednym z sześciu synów Uttamchanda Gandhiego, który przez pewien czas pełnił funkcję diwana Porbandaru. Sam Karamchand odziedziczył tę funkcję. Po objęciu jej przez swego brata Tulsidasa był jeszcze między innymi diwanem Wankaner. Poza wymienionymi funkcjami był także członkiem Trybunału w Radżastanie.
Czterokrotnie wstępował w związki małżeńskie. Z pierwszego i drugiego małżeństwa miał dwie córki. Czwarta żona, Putlibaj, urodziła mu córkę i trzech synów (najmłodszym był Mohandas Karamchand Gandhi).